# Allothele
Allothele là một chi nhện trong họ Dipluridae.